# Roldán Rodríguez

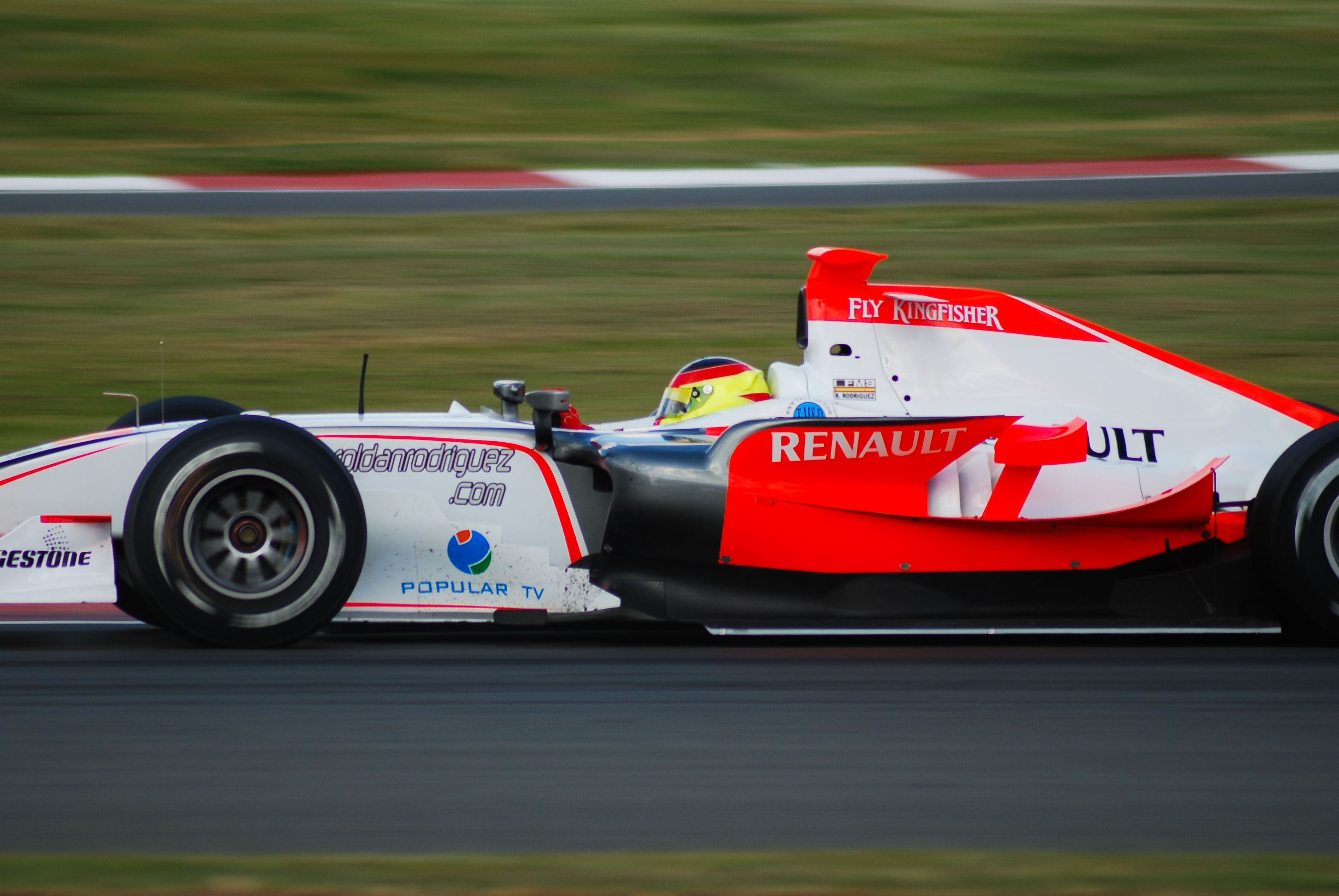
Roldán Rodríguez in der GP2-Serie 2008

Roldán Rodríguez Iglesias (* 9. November 1984 in Valladolid) ist ein spanischer Rennfahrer.

## Karriere
1997 begann Rodríguez wie die meisten Motorsportler seine Karriere im Kartsport. 2002 wechselte er in die spanische Formel Junior, die er schließlich als Dritter beendete. Im folgenden Jahr blieb Rodríguez in der spanischen Formel Junior und sicherte sich den Meistertitel. Zusätzlich war er in der spanischen Formel 3 aktiv. Dort wurde er 14. In der Gesamtwertung. 2004 startete der junge Spanier erneut in zwei Serien: der spanischen Formel 3, in der er Elfter wurde, und der World Series by Nissan, wo er am Saisonende den 22. Platz belegte. In beiden Serien war Rodríguez nur ein halbes Jahr aktiv. 2005 blieb Rodríguez in der spanischen Formel 3 und wurde für Campos Grand Prix fahrend Siebter im Gesamtklassement. Außerdem testete Rodríguez für das Formel-1-Team Minardi, für das er im folgenden Jahr in der Euroseries 3000 startete und Sechster der Gesamtwertung wurde. Außerdem nahm Rodríguez wieder an der spanischen Formel 3, in der er Platz zwei in der Meisterschaft erreichte, teil.
2007 wechselte Rodríguez in die GP2-Serie zu Minardi Piquet Sports. An der Seite von Alexandre Negrão wurde er schließlich mit 14 Punkten 17. im Gesamtklassement. Seine beste Platzierung war Platz drei beim Sprintrennen in Budapest. Nach der Saison unterschrieb Rodríguez einen Vertrag als Wintertestfahrer beim Formel-1-Team Force India, konnte sich im Shoot-Out um den zweiten Platz neben Adrian Sutil jedoch nicht durchsetzen.
Anfang 2008 startete Rodríguez am letzten Rennwochenenden der neugegründeten GP2-Asia-Serie für FMSI als Ersatz für den an der Hand verletzten Michael Herck. Somit fuhr er für das Team Giancarlo Fisichellas, dem er beim Shoot-Out um ein Formel 1 Cockpit im Winter unterlegen war. Für die GP2-Serie 2008 wurde Rodríguez kurzfristig ebenfalls von FMSI verpflichtet, da sich das Team von Andy Souček trennte. In der Saison hatte Rodríguez mit Adrián Vallés, Adam Carroll und Marko Asmer drei Teamkollegen. Rodríguez konnte nur an zwei Rennwochenenden Punkte holen, allerdings gelang es im dann in beiden Rennen Punkte zu holen. Beim letzten Rennen der Saison in Monza erreichte Rodríguez mit Platz zwei seine bisher beste Platzierung in der GP2-Serie. Rodríguez holte wie im Vorjahr 14 Punkte, wurde aber diesmal 13. in der Gesamtwertung.
Für die GP2-Asia-Serie-Saison 2008/2009 kehrte Rodríguez zu seinem ehemaligen Team, das inzwischen Piquet GP hieß, zurück. Sein Teamkollege wurde Diego Nunes. Beim ersten Rennen in Shanghai konnte Rodríguez von der Pole-Position starten und dank eines Fehlers von Kamui Kobayashi, der ihn am Anfang des Rennens überholt hatte, auch gewinnen. Es war der erste Sieg für Rodríguez in der GP2-Serie (sowohl Europa, als auch Asien) seiner Karriere. Mit einem Punkt Rückstand auf den Vizemeister Jérôme D’Ambrosio belegte Rodríguez am Saisonende den dritten Platz in der Gesamtwertung.
Der Spanier ging auch in der Saison 2009 der europäischen GP2-Serie als Teamkollege von Alberto Valerio für Piquet GP an den Start. Mit zwei zweiten Plätzen als bestes Resultat belegte er am Saisonende den elften Gesamtrang. Außerdem startete er bei zwei Rennen der Euroseries 3000, bei denen er einen Punkt erzielte. Am ersten Rennwochenende der GP2-Asia-Serie-Saison 2009/2010 startete er als Teamkollege von Will Bratt für die Scuderia Coloni, dem Nachfolgeteam von FMSI. Er wurde allerdings schon nach dem ersten Rennwochenende durch seinen ehemaligen Teamkollegen Valerio ersetzt. Am Saisonende belegte er den 23. Gesamtrang. 2010 wird Rodríguez in keiner Rennserie starten und eine Pause einlegen.

## Karrierestationen
- 1997–2001: Kartsport
- 2002: Spanische Formel Junior (Platz 3)
- 2003: Spanische Formel 3 (Platz 14), Spanische Formel Junior (Meister)
- 2004: Spanische Formel 3 (Platz 11)
- 2005: Spanische Formel 3 (Platz 7)
- 2005: Formel 1 (Testfahrer)
- 2006: Spanische Formel 3 (Platz 2)
- 2007: GP2-Serie (Platz 17)
- 2008: GP2-Serie (Platz 13), GP2-Asia-Serie
- 2009: GP2-Serie (Platz 11), GP2-Asia-Serie (Platz 3)
- 2010: GP2-Asia-Serie (Platz 23)